# Bundi
|  | Per a altres significats, vegeu «Bundi (desambiguació)». |

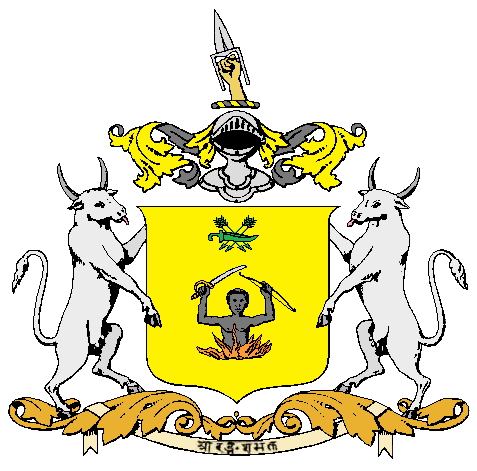
Escut de Bundi

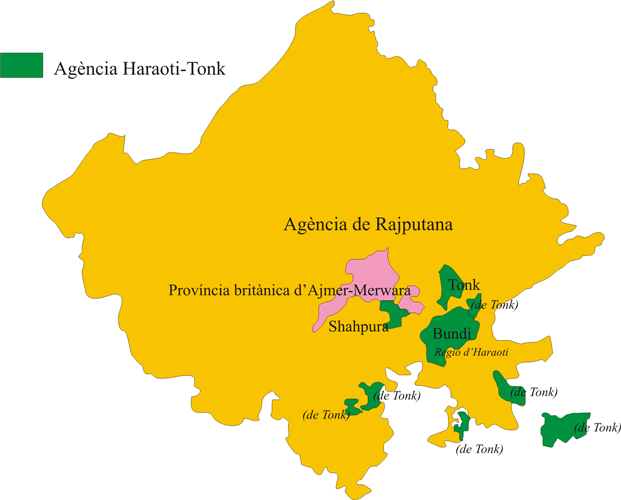
Agència d'Haraoti-Tonk dins la Agència de la Rajputana.

Bundi fou un antic principat de la Rajputana al sud-est del territori, a l'agència Haraoti-Tonk. La superfície era de 5.749 km². Limitava al nord amb Jaipur i Tonk; a l'oest amb Udaipur i al sud i est amb Kotah.

## Geografia
El territori tenia forma romboïdal i estava travessat del sud-oest al nord-est per la serralada de Bundi que dividia el país en dues parts; quatre passos permetien la comunicació entre els dos costats: un a Bundi (ciutat); un altre a l'est de l'anterior prop de Jaunwas; un tercer entre Ramgarh i Khatgarh a la zona del riu Mej; i el darrer a Lakheri al nord-est. La muntanya més alta era el Satur (556 metres) a 16 km a l'oest de Bundi (ciutat).
El riu Chambal formava la frontera meridional i oriental, i tenia el riu Mej, del costat de Bundi, com a principal afluent. El Bajen i el Kural eren els afluents principals del Mej. El clima era moderadament calorós i la pluja variable amb una mitjana acceptable.
L'estat tenia 819 pobles i llogarets (incloent dues ciutats). La seva població era de 254.701 el 1881, de 295.675 el 1891, de 171.227 el 1901 (la fam del 1899-1900 i les febres que van seguir va produir una disminució del 42%) i de 216.722 el 1931. Les ciutats principals eren la capital Bundi, i Naenwa. Un territori salvatge a la regió de Deoli, anomenada Mina Kherar (repartida entre Bundi, Jaipur i Mewar) estava habitada pels minas parihar, és a dir dels mines que reclamaven descendència dels rajputs parihar governants de Mandor a Jodhpur. Les següents castes eren els gujars (ramaders i pagesos), els bramans, els malis, els mahajans (comerciants) i els chamars (treballadors del cuiro i la pell). La llengua principal era l'haraoti, una varietat del jaipurí, al seu torn una de les quatre grans divisions del rajasthaní.

## Economia
El 53% de la població vivia de l'agricultura, però molts més hi vivien parcialment.
L'agricultura destacava pel cotó, produït massivament a la part sud-est. Altres productes eren moresc, blat (la major superfície estava destinada a aquest cultiu), civada i opi. Els ramats eren nombrosos i les pastures abundants especialment en anys de pluja.
Unes mines de ferro s'havien explotat al nord-oest al segle XIX però estaven abandonades al segle XX. N'abundava l'argila.
L'estat no disposava de ferrocarril i les estacions més properes eren Nasirabad a 145 km al nord-oest de la capital, i Baran, a 105 km al sud-est.
Les fams van afectar l'estat de manera important el 1833-1834, 1968-1869 i 1899-1900.

## Govern i administració
El sobirà de Bundi és el cap del grup hara del gran clan dels chahuans rajputs; el territori dominat per aquest clan ha estat conegut tradicionalment com a Haraoti. L'estat estava governat pel maharajà (títol maharao raja) assistit per un consell dividit en cinc departaments. Cada tahsil (districte) tenia un tahsildar al front. Els delegats de les subdivisions menors eren els patwari i els shahnas 
Administrativament estava dividit en dotze tahsils i dues ciutats: Bundi (ciutat) i Naenwa. Els tahsils eren:
- Arila
- Arnetha
- Barundhan
- Deyi
- Gothra
- Gaindoli
- Hindoli
- Karwar
- Lakeri
- Patan
- Selor
- Talwas

## Justícia
L'estat disposava dels seus propis codis civil i criminal basats en la llei hindú, els costums i les lleis de l'Índia Britànica. La cort inferior era el kotwal, limitada a la capital; seguien les corts dels tahsildars, dels kiladars (governadors de les fortaleses de Taragarh a Bundi ciutat i de Naenwa) i un oficial anomenat jagir bakhshi, per afers menors als jagirdars (terres concedides pel maharajà), totes amb similars poders que la cort de kotwal; les corts següents eren les de l'hakim diwani i el hakim faujdari (civil i criminal), totes dues a la capital, que jutjaven casos més importants i apel·lacions dels casos inferiors; el consell era la cort suprema i la d'apel·lació; per les sentències de mort havia d'estar presidida pel maharajà.

## Exèrcit i policia
L'exèrcit estava format per 350 regulars (200 infants, 50 artillers i 100 cavallers) i 400 homes irregulars d'infanteria. Disposava de 48 canons. La policia estava formada per 729 homes (cap de muntat) dels que 79 servien a la capital. Una presó en aquesta tenia capacitat per 149 presoners.

## Educació i sanitat
L'estat mantenia dues escoles a Nenwa i Bundi (ciutat) i particulars dirigien dotze escoles més. L'estat només disposava d'un hospital a la capital.

## Segells i moneda
A Bundi hi havia una oficina de correus britànica però el govern local (darbar) tenia sistema postal propi. Apareixen emissions de l'estat entre 1890 i 1948. L'escut de l'estat apareix a alguns dels segells.
Bundi disposava de moneda pròpia des del temps de Shah Alam II, amb diverses emissions i diferents noms. Després de 1901 la unitat monetària fou la rúpia, circulant les versions de les rúpies de 1759-1859, les gyarah sana o rúpia de l'onzè any d'Akbar II, la ram shahi de 1859-1886, i les katar shahi encunyades per primer cop el 1886. El 1901 el darbar (govern) va decidir, davant la devaluació de la rúpia del país, que la rúpia de l'Índia Britànica seria l'única moneda junt amb la chehra shahi

## Història
Els chahuans eren originaris del nord de l'Índia i van arribar a Sambhar al segle viii, on van governar (i també a Ajmer) i més tard van dominar Delhi. El darrer rei de Delhi, Prithwi Raj Chahuan va morir el 1192 en batalla contra Muhammad de Ghor.
A Sambhar al final del segle X, un príncep de nom Lakhman Raj, fill de Wakpati Raj (conegut també com a Manik Rai I) es va voler crear un regne i es va dirigir al sud-oest cap a Nadol on els seus descendents van governar dos-cents anys fins que Manik Rai II va emigrar i es va establir al sud-est de Mewar, a la regió de Bumbaoda, Menal, etc.; el seu sisè descendent fou Rao Hado o Har Raj del que la família va prendre el nom d'hara. Un successor seu, Rao Dewa (o Deoraj), el 1342 va ocupar Bundi als mines (minas) pels que es va fer reconèixer com a senyor, i és considerat el fundador de l'estat de Bundi, que d'alguna manera fou vassall d'Udaipur.
El segle XV fou de lluita constant amb Mewar, però l'enemic més important fou la dinastia Muhammàdia de Malwa. Un exèrcit enviat pel soldà de Mandu va assetjar i ocupar Bundi el 1457. Rao Bairu Sal, el governant, i altres nobles van caure en la defensa. El fill de Rao, Sham Singh, fou fet presoner i criat com a musulmà. En els anys següents els hara van començar a saquejar territoris de Mandu, i en resposta un altre exèrcit fou enviat contra ells dirigit pel mateix Sham Singh, ara anomenat Samarkand, el qual va ocupar Bundi i va governar la ciutat uns anys fins que fou mort per Rao Narayan Das.
El 1554 va pujar al poder Rao Surjan, al que el seu sobirà, el rana d'Udaipur, va concedir la fortalesa de Rathambhor, a la que aspirava l'emperador Akbar; aquest la va atacar, la va assetjar i la va conquerir en un mes, segons els musulmans, o la va obtenir mitjançant un estratagema segons les fonts hindús. Sembla que l'emperador va concedir al cap rajput, en compensació de Rathambhor, el govern de 52 districtes incloent Benares (1569) i en endavant Bundi va esdevenir un feu directe de l'Imperi; els seus governats van rebre el títol de Rao Raja. Alguns dels successors de Surjan van servir com a generals dels emperadors, i es van distingir en les seves accions, rebent títols i terres, o perdent-les quan en les lluites successòries no es posaven al costat del guanyador.
Al començament del segle XVII es va produir la partició d'Haraoti i es va formar l'estat de Kotah, que havia estat donada com a jagir per Ratan Singh de Bundi al seu fill Madho Singh; els dos homes van donar suport a l'emperador quan el fill d'aquest, Khurram, es va revoltar, i en premi als seus serveis, Ratan va obtenir Burhanpur, i Madho va ser reconegut com a raja hereditari de Kotah directament dependent de l'emperador.
Raja Chhatarsal va succeir a Ratan Singh i fou un dels més notables caps de Bundi i de l'imperi. Va participar en nombroses batalles al Dècan (com Daulatabd, Bidar, Gulbarga i altres) i finalment va morir quan dirigia l'avantguarda imperial de Dara contra Aurangzeb el 1658.
El 1707 en la batalla per decidir la successió d'Aurangzeb, Budh Singh de Bundi va tenir un paper destacat i va contribuir a la victòria de Shah Alam Bahadur Shah. En recompensa va rebre el títol de maharaja raja per ell i els seus successors; va seguir un conflicte amb Jaipur i Budh Singh fou expulsat de Bundi i va morir a l'exili, però el seu fill Umaid Singh, després de grans esforços, i amb l'ajut de Malhar Rao Holkar va poder recuperar el patrimoni el 1748, però va haver d'entregar als marathes, a canvi del seu ajut, la ciutat i districte de Patan.
El 1770 va abdicar en el seu fill Ajit Singh, que al cap de tres anys (1773) va matar a Ari Singh d'Udaipur durant una cacera el que va crear una certa hostilitat entre les dues cases (que subsistia al segle XX).
Ajit va morir uns mesos després i el va succeir el seu fill Bishan Singh que va donar suport al coronel britànic Monson en la seva desastrosa retirada davant de l'exèrcit d'Holkar el 1804, i va patir la venjança del cap maratha; entre 1804 i 1817 els marathes i pindaris van assolar Bundi diverses vegades, van cobrar tribut i en van obtenir la supremacia.
El 10 de febrer de 1818 Bishan Singh de Bundi va signar un tractat amb els britànics que establia el protectorat; el tribut pagat a Holkar fou suprimit i les terres tingudes per Holkar a Bundi foren restaurades al seu príncep; el tribut que Bundi pagava a Sindhia fou transferit als britànics (80.000 rúpies) del qual una meitat era a compte de les taxes que Sindhia cobrava al districte de Patan, districte que se suposava seria retornat a Bundi, ja que la seva possessió per Sindhia es considerava una usurpació; però com que es va comprovar que Sindhia no havia usurpat Patan sinó que l'havia rebut del peshwa maratha, al que Bundi l'havia cedit a canvi d'ajut, el tribut es va reduir a 40.000 rúpies, i Patan no li fou retornat; el 1847 però, amb l'acord de Sindhia, Patan fou retornada a Bundi en perpetuïtat a canvi del pagament d'una deute a Gwalior de 80000 rúpies anuals; finalment en un tractat datat el 1860, Patan fou transferit al govern britànic que en va cedir l'administració a Bundi com a feu perpetu a canvi d'un tribut de 80000 rúpies any, a part de les 40000 que ja pagava.
Bishan Singh va morir el 1821 i el va succeir el seu fill Ram Singh de 10 anys; el seu ministre Kishar Ram fou assassinat el 1830 en una revolta armada d'un grup procedent de Jodhpur i les hostilitats entre els dos estats van estar a punt d'esclatar, aturant-les al darrer moment el govern britànic. El 1857 durant la rebel·lió dels sipais, Ram Singh va tenir una actitud ambigua i quan les tropes indígenes a Kotah es va revoltar contra els britànics, va donar suport als revoltats però més per hostilitat al sobirà de Kotah que als britànics. Així no va patir represàlies quan la revolta fou sufocada el 1858 i el 1862 va rebre el tradicional sanad (decret) que li permetia mantenir la dinastia per adopció; el 1877 fou fet conseller de l'imperi i membre de l'estat major; el seu govern fou popular i fou considerat un governant íntegre; ell mateix es descrivia com el príncep més conservador de la conservadora Rajputana.
Va morir el 1889 després de regnar 68 anys, i el va succeir el seu fill Raghubir Singh; el 1899-1900 va fer front com va poder a la gran fam, i en general va seguir el camí marcat pel seu pare en el govern. El 1897 va rebre el títol de Cavaller Comandant (KCIE) i Cavaller Gran Comandant el 1901, amb dret de salutació de 17 canonades. Va morir el 26 de juliol de 1927 i el va succeir el seu fill Ishwari Singh, que fou ajudant de camp honorari del rei d'Anglaterra. A la seva mort no va deixar fills biològics però si adoptius (dos fills de maharajà de Kapren), i el va succeir Bahadur Singh (+ 24 de desembre de 1977), que el 25 de març de 1948 va integrar l'estat a la Unió del Rajasthan, que va esdevenir Gran Rajasthan el 30 de març de 1949, i amb la unió de Matsya es va convertir en l'estat del Rajasthan el 15 de maig de 1949.

## Governants
- Rao Deva 1342-1343
- Rao Napuji 1343-1384
- Rao Hamuji1384-1400,
- Rao Birsingh 1400-1415
- Rao Bairu 1415-1470
- Rao Bandu o Sham Singh (Samarkand) 1470-1491
- Rao Narayan Das 1491-1527
- Rao Suraj Mal 1527-1531
- Rao Surtan Singh 1531-1554
- Rao Raja Surjan Singh 1554-1585
- Rao Raja Bhoj Singh 1585-1608,
- Rao Raja Ratan Singh 1608-1632
- Rao Raja Chatra Singh 1632-1658
- Rao Raja Bhao Singh 1658-1682
- Rao Raja Anirudh Singh 1682-1696
- Rao Raja Budh Singh 1696-1735
- Rao Raja Dalel Singh 1735-1749 (fill de Salim Singh Hada de Karwar)
- Rao Raja Umaid Singh 1749-1770 i 1773-1804
- Rao Raja Ajit Singh 1770-1773
- Rao Raja Umaid Singh (segona vegada) 1773-1804
- Rao Raja Bishen Singh 1804-1821
- Maharao Raja Ram Singh Sahib Bahadur 1821-1889
- Maharao Raja Shri Sir Raghubir Singh Sahib Bahadur 1889-1927
- Major Maharao Raja Shri Sir Ishwari Singhji Bahadur 1927-1945
- Coronel Maharao Raja Shri Bahadur Singhji Bahadur 1947-1949

## Escut i bandera
L'escut de l'estat era de gules amb vora daurada, i al centre un mig guerrer sorgeix d'unes flames portant una espasa a la mà dreta i un arc a l'esquerra simbolitzant l'origen o gènesi del clan dels hara chahuans pel foc del Mont Abu, tot amb negre; sobre el guerrer un grup de sis fletxes creuades (3 i 3) amb puntes cap avall, i una espasa en horitzontal a l'encreuament, tot de plata, excepte l'espasa que és natural (plata i daurat); sobre l'escut un elm de plata amb llambrequins daurats i negres; i com a timbre un katar sostingut per una mà, en colors naturals; l'escut està aguantat per dos zebús en els seus colors propis que representen la pietat (dharma); a la part inferior una cinta daurada amb una inscripció (el lema de l'estat) vermella amb caràcters sànscrits; la cinta està sostinguda per elements daurats.
L'escut reial era quasi igual, però l'elm és negre i en lloc de les sis fletxes creuades i l'espasa, només hi ha un katar negre.
La bandera de l'estat, que es podria remuntar al 1579, era rectangular groga llisa, aproximadament en proporció 2:3.
La bandera del sobirà era tanmateix groga (2:3) però portava una inscripció en lletres sànscrites que en l'exemplar conegut deia: "Sri Rangesh Bundesh Ram Singh" (que vol dir Raja Ram Singh, sobirà de Bundi)